# Bataille de Dyrrachium (1018)
Pour les articles homonymes, voir Bataille de Dyrrachium.
Notes
Fin du Premier Empire bulgare
Une des guerres byzantino-bulgares
La bataille de Dyrrachium en février 1018, constitua la dernière étape de la conquête de la Bulgarie par l’Empire byzantin sous Basile II (r. 976-1025). Ce fut l’une des nombreuses guerres byzantino-bulgares. Commencée alors que Boris II (r. 969-977) était tsar de Bulgarie et Jean Tzimiskès (r. 969-976) empereur byzantin, elle se termina par la mort du tsar bulgare Ivan Vladislav (r. 1015-1018), la victoire totale de Basile II et par l’intégration du Premier Empire bulgare à l’Empire byzantin.

## Contexte historique
La bataille de Dyrrachium (aujourd’hui Durrës en Albanie) en 1018 et la prise de cette ville constituèrent la dernière phase d’un long conflit entre les empires byzantin et bulgare qui avait vu à maintes reprises passer cette ville, port important sur l’Adriatique, d’une domination à l’autre. Elle signifiait également la conquête définitive du premier Empire bulgare et son intégration à l’Empire byzantin. Cette conquête de la Bulgarie s’était faite en deux temps. Le premier, sous Jean Tzimiskès, avait vu en 971 le tsar Boris vaincu devenir un simple sujet du basileus, recevant de l’empereur byzantin le titre de magister et vivant en exil à Constantinople.
Les Bulgares s’étaient alors dotés d’un nouveau chef, Samuel (r. 997-1014), fils d’un comte bulgare du nom de Nicolas. Aidé de ses trois frères ainés, David, Moïse et Aaron, celui-ci avait entrepris la reconstitution d’un Empire de Bulgarie dont le centre était maintenant situé beaucoup plus à l’ouest que le précédent, dans la région d’Ochrid et de Prespa. En 983, Samuel envahit la Thessalie jusqu’aux Thermopyles, puis la Grèce jusqu’à Corinthe avant d’occuper l’Albanie en 986. Après avoir défait l’empereur byzantin Basile II (r. 960-1025) à la bataille  des Portes de Trajan (Trayanovi Vrata, près de Sofia) les Bulgares se dirigèrent vers Thessalonique, Édesse et la côte Adriatique. L’empire de Samuel touchait maintenant la mer Noire. Se tournant alors vers la Dalmatie, il occupa le port de Dyrrachium (aujourd’hui Durrës en Albanie) et le littoral de l’Albanie. Ayant ainsi reconstitué l’empire bulgare, Samuel se fit couronner empereur en 997,.

## La contre-offensive de Basile II (1001-1018)

L’Empire bulgare sous le règne de Samuel.

L’empereur byzantin Basile II ne pouvait rester sans réagir. À partir de 1000/1001, il lança une série d’offensives contre la Bulgarie; après avoir repris la Mésie, il s’empara de Vidin en 1003. L’année suivante, il infligea une cuisante défaite à Samuel lors de la bataille de Skopje. En 1005, Basile avait repris le contrôle de la Thessalie et du sud de la Macédoine.
Ces défaites successives minèrent la crédibilité de Samuel dans son propre empire, ce qu’encouragea l’empereur byzantin en se conciliant nombre de notables bulgares grâce à des titres accompagnés de revenus élevés. C’est ainsi que le gouverneur de Dyrrachium, Ashot Taronites, lui remit les clés de la ville contre la dignité de patrice La perte de Dyrrachium sur la côte réduisait le contrôle de Samuel aux hautes terres de la Macédoine occidentale. S’en remettant à une défense passive, Samuel fortifia les cols et routes qui menaient aux territoires maintenant byzantins des vallées et côtes maritimes. De leur côté, les Byzantins modérèrent leurs offensives et aucun gain significatif ne fut réalisé en dépit d’une controffensive des Bulgares en 1009, laquelle résulta en leur défaite à la bataille de Kreta à l’est de Thessalonique.
Les combats reprirent en 1014, Basile II remportant un succès considérable à la bataille de la passe de Kleidion. Cette bataille constitua le point culminant des hostilités entre les deux empires et se termina par une victoire décisive des Byzantins. Si le tsar bulgare réussit à s’enfuir à Prilep, nombre de soldats périrent et le reste, 14 000 aux dires des chroniqueurs de l’époque furent aveuglés, sauf 1 sur 100 qui fut seulement éborgné pour conduire ses camarades sur le chemin du retour. Frappé d’une embolie, le tsar devait mourir le 6 octobre 1014 à la vue du spectacle pitoyable des débris de son armée,.
Son fils, Gabriel Radomir, lui succéda, mais fut assassiné l’année suivante par son cousin Ivan Vladislav, peut-être à l’instigation de Basile II,. Le nouveau tsar bulgare négocia une paix fragile aux termes de  laquelle il se soumettrait à l’autorité de Basile moyennant le retour de Dyrrachium à la Bulgarie . Ni l’une ni l’autre partie ne respecta les termes de l’entente si bien que la guerre reprit dès 1015. Pendant qu’Ivan Vladislav partait attaquer Dyrrachium, Basile capturait la capitale de ce dernier, Ohrid, sans parvenir toutefois à s’emparer de la citadelle où se trouvait le palais royal.
Basile aurait voulu continuer vers l’ouest après avoir pris Ohrid pour rejoindre Dyrrachium. Toutefois près d’une localité du nom de Bitola son arrière-garde tomba dans une embuscade tendue par les Bulgares et fut détruite. Cette défaite força Basile à se retirer rapidement à Thessalonique,.
La guerre continua ainsi pendant deux ans sans victoire décisive d’un côté ou de l’autre. En 1017, Basile défit les Bulgares près de Setina (près d'Édesse), mais ne put poursuivre l’offensive et se retira à Constantinople. Ivan Vladislav en profita pour lancer un nouvel assaut contre Dyrrachium que défendait le strategos Nicetas Pegonites. Au cours d’une sortie de la garnison byzantine, le tsar fut tué et son armée dut battre en retraite,.
Voyant que le tsar avait péri, la majorité des nobles bulgares se rendirent à Basile. La faible résistance qui subsistait fut rapidement supprimée et la Bulgarie devint province byzantine,.

## Les conséquences

### Fin de la menace bulgare
Devenue partie intégrante de l’Empire byzantin, la Bulgarie fut divisée en thèmes : la région centrale devint le thème de Bulgarie avec comme capitale Skopje; celle du bas-Danube devint le thème de Paristrion (ou Paradounavon) avec comme capitale Silistrie. Le duché de Dyrrachium continua pour sa part à être le port stratégique de l’Empire byzantin sur l’Adriatique tout comme Thessalonique l’était sur l’Égée.
La religion étant autant que le politique susceptible d’être source de rébellion, Basile maintint l’indépendance de l’Église bulgare, mais son patriarche, ramené au rang de métropolite, sera dorénavant directement responsable devant lui et non devant le patriarche de Constantinople.
Pour s’attacher les grands commandants militaires, Basile leur concéda des titres élevés; ainsi Aâron, un des fils du dernier tsar Ivan Vladislav, passé au service des Byzantins deviendra duc du Vaspourakan avant d’être fait duc de Mésopotamie. La noblesse civile pour sa part sera conciliée par des alliances matrimoniales avantageuses comme celle d’Isaac Comnène et de Catherine de Bulgarie.

### Conséquences pour l’empire
Depuis sa création, la Bulgarie avait toujours constitué un danger pour Constantinople qu’elle avait menacée à plusieurs reprises, tout en mobilisant de nombreuses troupes le long de la frontière. Le Danube redevenait ainsi la frontière de l’Empire byzantin pour la première fois en 400 ans. S’étant ainsi assuré de la paix sur sa frontière nord, Basile put se tourner vers l’Asie mineure et la Transcaucasie où Georges Ier (r. 1014-1027), roi de Géorgie, avait repris  possession des territoires que son père Bagrat III (r. 1010-1014) avait cédés à l’Empire byzantin avec la région de Basian (entre la haute vallée de l'Araxe et le bras oriental de l'Euphrate).